# Akkoorden van San Andrés
De akkoorden van San Andrés (Spaans: Acuerdos de San Andrés) waren akkoorden die werden getekend tussen de Mexicaanse regering van president Ernesto Zedillo en het Zapatistisch Nationaal Bevrijdingsleger (EZLN) van Subcomandante Marcos op 18 januari 1996. De akkoorden werden getekend in het plaatsje San Andrés Larrainzar in Chiapas.
Deze akkoorden verbeterden de rechten van de inheemse bevolking en kende deze autonomie en speciale rechten toe, een van de redenen waarom het EZLN in opstand was gekomen. Hoewel de akkoorden getekend werden door de president, werden ze door het Congres van de Unie verworpen, waardoor ze niet bekrachtigd werden. Vervolgens ging het EZLN alleen over tot het doorvoeren van de akkoorden, zo creëerde het in het door haar gecontroleerde gebied 32 'autonome gemeentes'.
In 2001 werden de akkoorden door de nieuwe president Vicente Fox opnieuw voorgelegd aan het Congres. Dit keer werden de akkoorden wel goedgekeurd, maar pas nadat ze grootschalig waren aangepast. Het EZLN verklaarde dat de indianen onder deze versie 'nog slechter dan voorheen' afwaren en wees ze af.